# Albert Kjellberg
Albert Teophron Kjellberg, född 1809 i Norrköping, död 22 oktober 1857, var en svensk konstnär och silhuettklippare.
Han var son till skalden Johan Peter Kjellberg. 
Kjellberg började gå i lära några år som beckslagare men med bistånd från en mecenat kunde han söka sig till Konstakademin i Stockholm där han studerade i några år. Han for omkring 1830 till Berlin där han studerade konst samtidigt som han arbetade vid ett större porslinsmåleri. Som porslinsmålare i Tyskland blev han mycket uppmärksammad och fick bland annat utföra arbeten för det preussiska kungahusets räkning. Han fick bland annat dekorera praktpjäser som skänktes till de ryska och bayerska hoven. Han deltog även med genremålningar i utställningar på konstakademin i Berlin. Han återvände till Sverige under 1850-talet och var verksam som genremålare.  
Han har huvudsakligen målat porslin. I olja har han målat tavlorna Landskap med borg samt Afrikanskt landskap som ingår i Nationalmuseums samlingar. Kjellberg finns även representerad med ett självporträtt vid Norrköpings konstmuseum.

## Övriga källor
1. ↑  Albert Kjellberg i Nationalmuseums samlingar
2. ↑  Norrköpings konstmuseum. (2000 ;). Norrköpings konstmuseum : katalog. Norrköpings konstmuseum. ISBN 91-88244-22-9. OCLC 186037488. https://www.worldcat.org/oclc/186037488. Läst 23 april 2020